# Alfabeto garay
El alfabeto garay fue diseñado en 1961, como un sistema de transcripción "[vinculando] características sociolingüísticas africanas" según su inventor, Assane Faye. Este alfabeto cuenta con 25 consonantes y 14 vocales. Es utilizado en particular para la escritura del idioma wólof, hablado mayoritariamente en Senegal, a pesar de que es escrito más comúnmente en alfabeto latino. El sistema de dirección de escritura de este idioma es de derecha a izquierda, y distingue entre mayúscula y minúscula.
Una propuesta para codificar Garay en Unicode fue entregada en 2012.

## Letras

### Consonantes
Las consonantes son escritas como letras independientes y no están unidas como en el árabe.
Hay una marca encima de algunas letras para mostrar la prenasalización. La letra etiquetada alif se usa como su contraparte en árabe, viniendo antes de una vocal inicial. Adicional al conjunto wolof estándar es /ħ/, disponible para palabras prestadas en árabe. Falta /q/, pero /k/ puede ser suficiente para eso. También falta /nk/, pero se puede formar fácilmente con una marca arriba, como /mb/, etc.
En garay, las letras mayúsculas se distinguen de las minúsculas por un ornamento añadido a un lado u otro de la letra. Cada frase empieza con una mayúscula. Los nombres personales también.
| IPA                                | m ⟨m⟩   | n ⟨n⟩   | ɲ ⟨ñ⟩   | ŋ ⟨ŋ⟩   |
| Minúscula                          |         |         |         |         |
| Mayúscula                          |         |         |         |         |
| Consonantes prenasalizadas         |         |         |         |         |
| IPA                                | mb ⟨mb⟩ | nd ⟨nd⟩ | ɲɟ ⟨nj⟩ | ŋɡ ⟨ng⟩ |
| Minúscula                          |         |         |         |         |
| Mayúscula                          |         |         |         |         |
| Consonantes oclusivas (sonoras)    |         |         |         |         |
| IPA                                | b ⟨b⟩   | d ⟨d⟩   | ɟ ⟨j⟩   | ɡ ⟨g⟩   |
| Minúscula                          |         |         |         |         |
| Mayúscula                          |         |         |         |         |
| Consonantes oclusivas (no sonoras) |         |         |         |         |
| IPA                                | p ⟨p⟩   | t ⟨t⟩   | c ⟨c⟩   | k ⟨k⟩   |
| Minúscula                          |         |         |         |         |
| Mayúscula                          |         |         |         |         |
| Consonantes fricativas             |         |         |         |         |
| IPA                                | f ⟨f⟩   | s ⟨s⟩   | x~χ ⟨x⟩ | ħ ⟨h⟩   |
| Minúscula                          |         |         |         |         |
| Mayúscula                          |         |         |         |         |
| Consonantes líquidas y semivocales |         |         |         |         |
| IPA                                | r ⟨r⟩   | w ⟨w⟩   | l ⟨l⟩   | j ⟨y⟩   |
| Minúscula                          |         |         |         |         |
| Mayúscula                          |         |         |         |         |
| Misc.                              |         |         |         |         |
|                                    | Alif    |         |         |         |
| Minúscula                          |         |         |         |         |
| Mayúscula                          |         |         |         |         |

### Vocales
| a ⟨a⟩ | i ⟨i⟩ | ɛ ⟨e⟩ | ɔ ⟨o⟩ |
|       |       |       |       |
| ə ⟨ë⟩ | ü     | e ⟨é⟩ | u ⟨u⟩ |
|       |       |       |       |